# 平野裕之
平野 裕之（ひらの ひろゆき、1960年 - ）は、日本の法学者。専門は民法。慶應義塾大学教授。

## 略歴
- 1981年　司法試験合格
- 1982年　明治大学法学部卒業
- 1984年　明治大学大学院法学研究科博士前期課程修了
- 1984年　明治大学法学部助手
- 1987年　明治大学法学部専任講師
- 1990年　明治大学法学部助教授
- 1995年　明治大学法学部教授
- 慶應義塾大学大学院法務研究科教授
- 日本大学法科大学院教授

## 活動
主な研究テーマは「債権者平等の原則を修正する法定の諸制度」について。
国家I種試験専門委員＜専門試験（択一式）＞、司法試験第二次試験考査委員（2005年 - 2006年）、新司法試験考査委員（2007年）を歴任。

## 著書
- 『製造物責任の理論と法解釈』（信山社、1990年）
- 『債権総論〔第2版補正版〕』（信山社 初版1994年）
- 『契約法〔第2版〕』（信山社、初版1996年）
- 『考える民法III債権総論』（辰巳法律研究所、1997年）
- 『物権法〔第2版〕』（弘文堂、初版1997年）
- 『考える民法IV債権各論』（辰巳法律研究所、1998年）
- 『基礎コース民法I総則・物権〔第3版〕』（新世社、初版1998年）
- 『考える民法II物権』（辰巳法律研究所、1998年）
- 『基礎コース民法II債権法[第2版]』（新世社、1999年）
- 『考える民法I民法総則』（辰巳法律研究所、1999年）
- 『民法入門』（新世社、2001年）
- 『民法総則』（日本評論社、2003年）
- 『民法総合３担保物権法』（信山社、2009年、第２版）
- 『民法総合５契約法』（信山社、2008年）
- 『民法総合６不法行為法』（信山社、2013年、第３版）
- 『プラクティクシリーズ債権総論』（信山社、2005年）
- 『保証人保護の判例総合解説』（信山社、2005年、第２版）
- 『間接被害者の判例総合解説』（信山社、2005年）
- 『コア・テキスト民法Ⅰ～Ⅵ』（新世社、2011年）